# Eduard Ichon (Theaterleiter)
Eduard Ichon (* 27. Dezember 1879 in Bremen; † 19. Januar 1943 in Bremen) war ein deutscher Theaterregisseur, -gründer und -leiter.

## Biografie
Ichon, Sohn von Theodor Ichon (* 9. November 1844; † 13. September 1917) und Marie Ichon, geborene Holler (* 20. September 1890; † 5. Mai 1923) und Enkelsohn des wohlhabenden Unternehmers Eduard Ichon, besuchte das Alte Gymnasium in Bremen. Er studierte an der Friedrich-Wilhelms-Universität Berlin, der Ruprecht-Karls-Universität Heidelberg und der Ludwig-Maximilians-Universität München Geschichte, Literatur und Kunstgeschichte. 1907 promovierte er bei Erich Marcks in München zum Dr. phil. und habilitierte anschließend mit einem Thema über Friedrich Hebbel. Er wollte damit eine wissenschaftliche Laufbahn anstreben.
Um 1910 wandte sich Ichon dann der praktischen Theaterarbeit zu. Zusammen mit Johannes Wiegand plante und gründete er im selben Jahr das Bremer Schauspielhaus, das sich zunächst in der umgebauten Tonhalle (1853 errichtetes Konzerthaus, später Modernes) am Neustadtswall in der Neustadt befand. Erster Direktor war Wiegand, während Ichon als Regisseur tätig war.

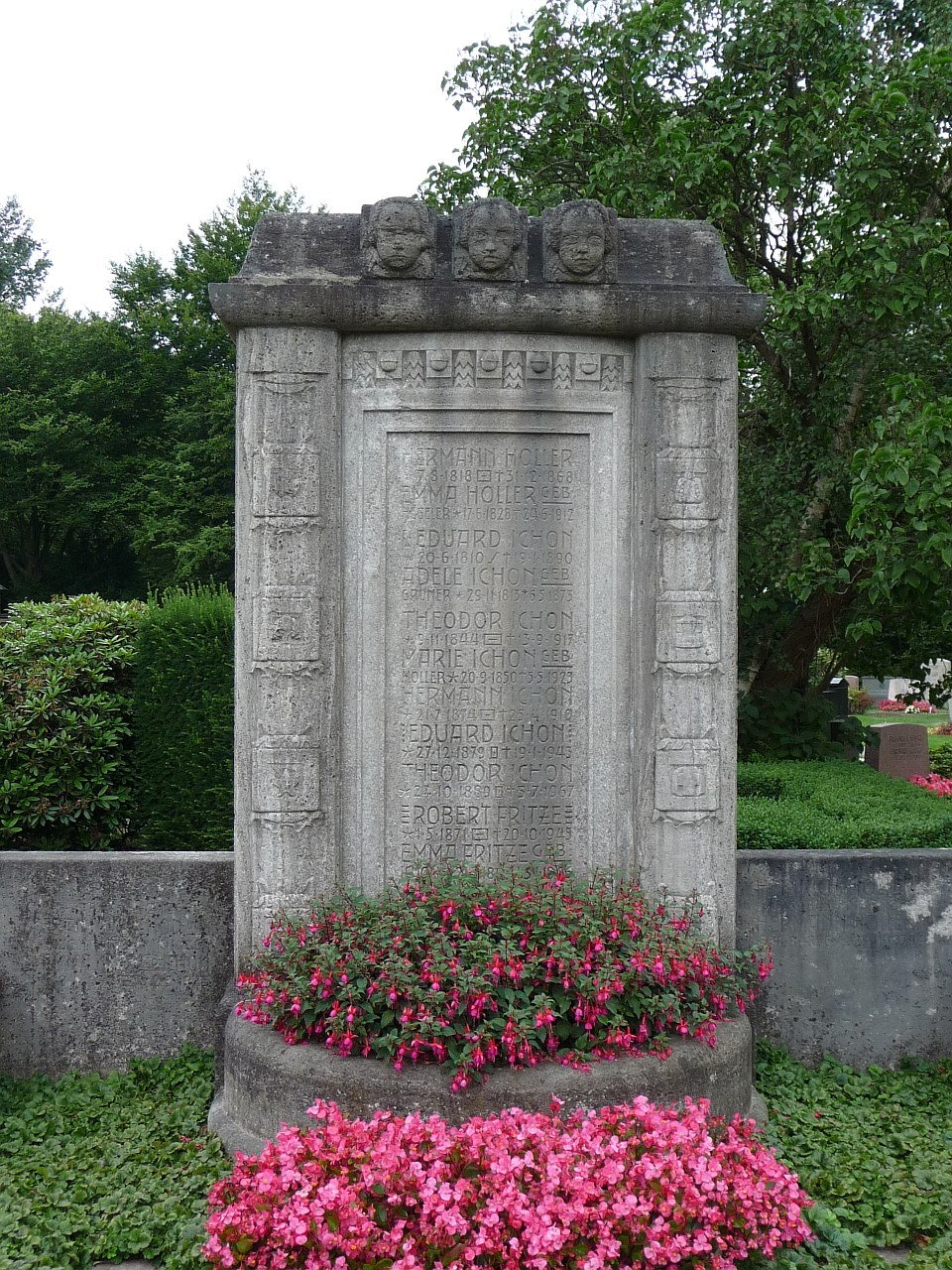
Grab der Familie Ichon auf dem Riensberger Friedhof in Bremen

Von 1912 bis 1913 ließen die beiden am Ostertor im Stadtzentrum nach Plänen der Architekten August Abbehusen und Otto Blendermann ein Theatergebäude erstellen, das heute den Kern des Theaters am Goetheplatz in Bremen darstellt. 1913 eröffnete das Haus mit einer Aufführung von Oscar Wildes Eine Frau ohne Bedeutung.
Ichon inszenierte viele klassische Schauspiele in neuer Form und moderne Problemstücke und erlangte so Bekanntheit als Regisseur. 1920 gründete Ichon das Gemeinschaftstheater, getragen vom Goethebund und vom Beamtenbund.
Nach Wiegands Tod übernahm Ichon von 1940 bis zu seinem Tod 1943 die Leitung des Gesamttheaters. Ichon wurde auf dem Riensberger Friedhof in Bremen beigesetzt (Grablage: V 497/498).

### Familie
Sein Sohn war der Anwalt Dr. Ichon, der ab 1950 in der Villa Ichon beim Theater am Goetheplatz seine Anwaltssozietät hatte. Sein Bruder Dr. Theodor Ichon (* 24. Oktober 1880; † 5. Juli 1967) war Gesellschafter der Grundstücksgesellschaft Ariadne.
Im Jahr 1912 erwarb die Familie Ichon ein Landgut in Oberneuland, heute teilweise ein öffentlicher Park, der als Ichons Park und Landhaus Caesar-Ichon bekannt ist.

## Ehrungen
- Die Ichonstraße in Bremen-Kattenturm wurde nach ihm benannt.